# Río de las Plumas

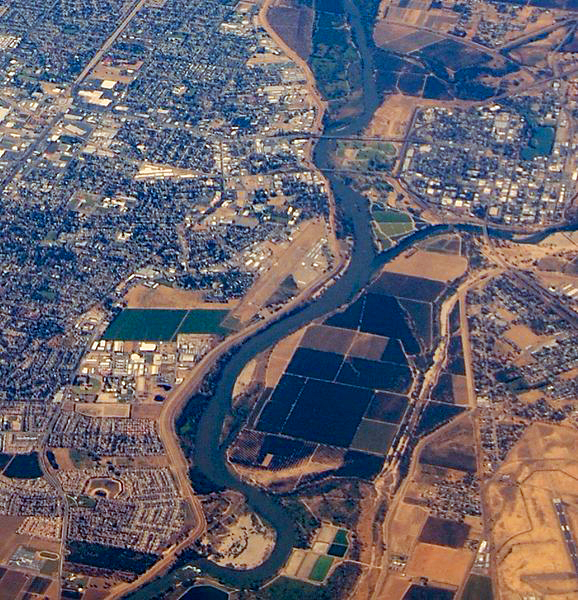
El río de las Plumas junto a Yuba City.

El río de las Plumas (Feather River, en inglés) es el principal afluente del río Sacramento en el valle de Sacramento al norte de California. El cauce principal del río es de 114 km de longitud. La distancia a la cabecera de su tributario más lejano es de 350 km. Su cuenca hidrográfica es de cerca de 16 000 km². El cauce principal del río de las Plumas inicia en el lago Oroville, donde cuatro ramas tributarias se unen para formar el río. Estos y otros tributarios drenan todo el norte de Sierra Nevada en los Estados Unidos y el extremo sur de la sierra de la Cascada, así como parte del valle del Sacramento. 